# 小行星1236
小行星1236（1236 Thaïs）是一颗围绕太阳公转的小行星。1931年11月6日，格利果利·N·諾伊明在克里米亚发现了此天体。
該小行星以古希臘交際花黛依絲命名。
这颗小行星的绝对星等为305.6133726781487等。